# SEG Plaza
SEG Plaza je kancelářský mrakodrap ve městě Šen-čen. Má 72 nadzemních a 4 podzemní podlaží, jeho výška je 291,5 metrů (s anténou 356 m), je tak hned po mrakodrapu Shun Hing Square druhým nejvyšším mrakodrapem ve městě a 16. nejvyšším v Číně. Byl dokončen v roce 2000 podle projektu společnosti Hua Yi Designing Consultants. Budova disponuje prostory o výměře 169 083 m2.